# Cuisine tchétchène
La cuisine tchétchène est la cuisine traditionnelle du peuple tchétchène, qui habite dans le Caucase du Nord.
La cuisine tchétchène est vaste et multiforme. La base de la cuisine tchétchène est la viande, les poireaux, le fromage, la citrouille et le maïs. Les principaux composants des plats tchétchènes comprennent les assaisonnements épicés, l'oignon, l'ail sauvage, le poivre et le thym.
La cuisine tchétchène est connue pour ses plats riches, elle est également généralement simple à préparer et digeste .

## Plats

### Plats principaux

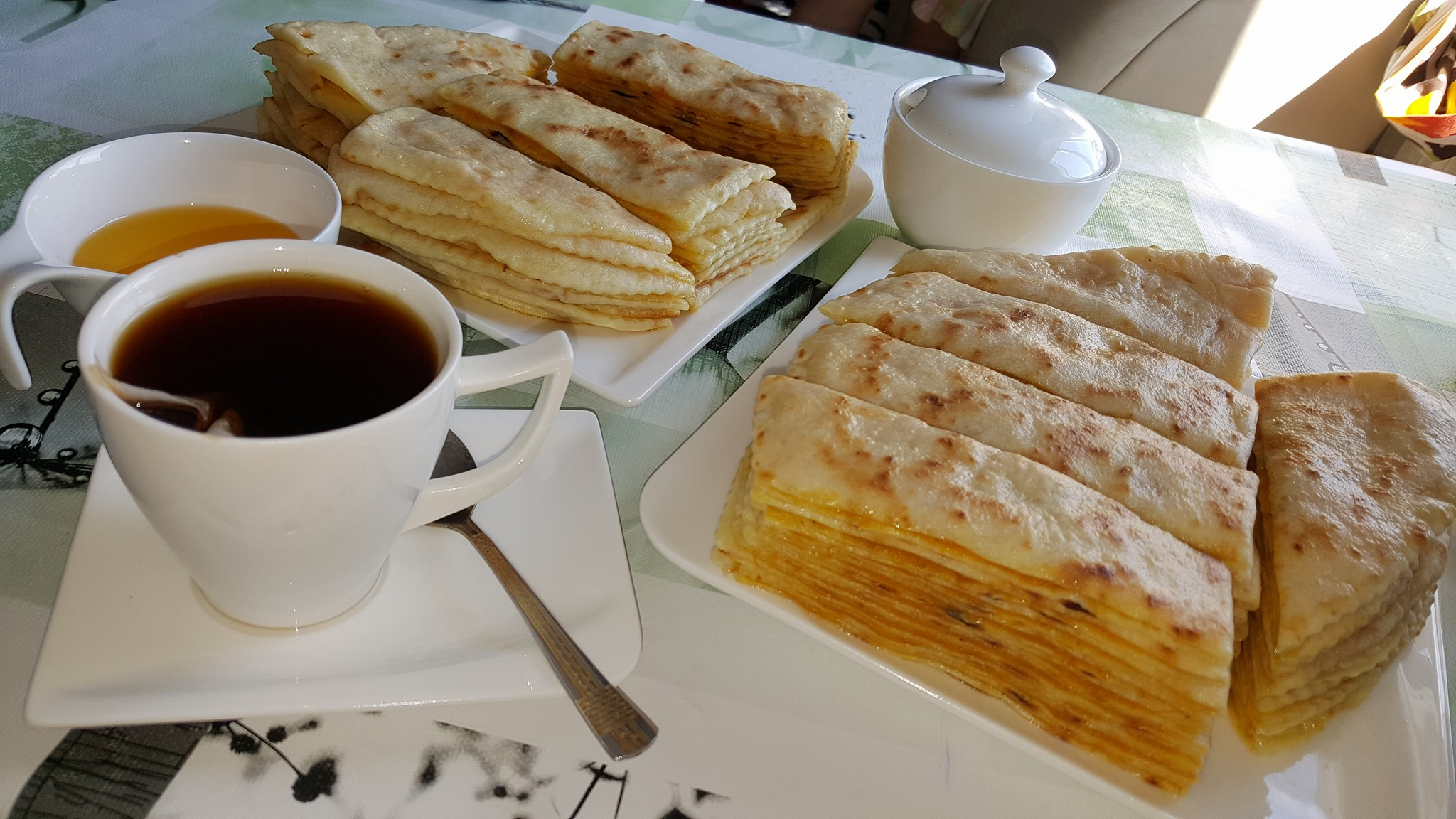
Hingalsh

- Barsh (БӀарш) - Estomac de mouton farci de viande hachée, semblable au Haggis.
- Chepalgash (ЧIепалгаш) - Sorte de tarte garnie de fromage cottage et d'ail sauvage.
- Dalnash (Далнаш) - Chudu (tarte) remplie de saindoux et d'ail sauvage.
- Daqina-Jijig (Дакъина-Жижиг) - Viande fumée.
- Hingalsh (Хингалш) - Sorte de tarte demi-ronde garnie de potiron avec du beurre ou du beurre clarifié. C'est l'un des plats les plus appréciés de la cuisine tchétchène.
- Holtmash (ХьолтӀмаш) - Raviolis à base de farine de maïs et farcis d'ortie.
- Jijig-Chorpa (Жижиг-Чорпа) - Soupe à base de viande de mouton ou de bœuf, tomates, pommes de terre, etc.
- Jijig-Galnash (Жижиг-Галнаш) - Galnash (sorte de pâte bouillie) avec de la viande (principalement du mouton, du poulet et du bœuf).
- Kield-Daetta (К1елд-Даьтта) - Fromage cottage au beurre.
- Kkherzan-Dulkh (Кхерзан-Дулх) - Viande frite (mouton ou bœuf) avec des légumes.
- Khudar (Худар) - Porridge au fromage.
- Siskal (Сискал) - Pain de maïs frit.
- To-Beram (ТIо-берам) - Sauce à base de crème aigre  et de fromage cottage. Souvent accompagné de pains de maïs tchétchènes.
- Yœh (Йоьхь) - Saucisse à base de farine de blé, viande de mouton (hachée), graisse de poulet et ail.
- Ahar-Galnash (Ахьар-Галнаш) - Galnash (sorte de pâte à base de farine de maïs) avec de la viande (principalement du mouton, du poulet et du bœuf).
- Honk (Хьонк) - Ail sauvage cuit dans un peu de beurre ou huile de tournesol.

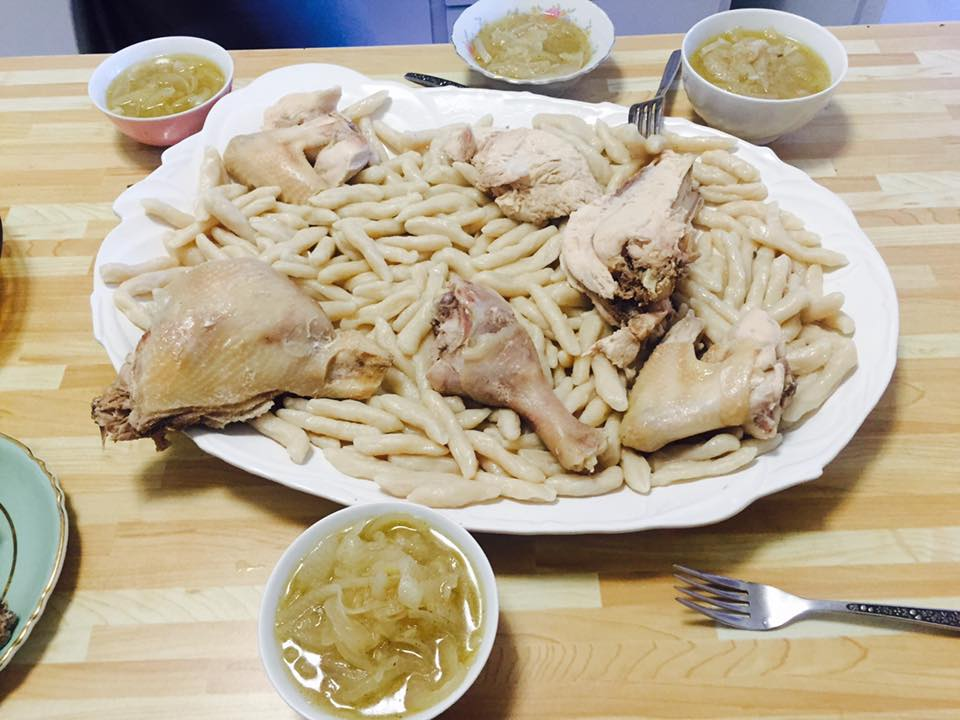
Jijig-Galnash

### Desserts
- Ahar Hovla (Ахьар Хьовла) - Halva à base de farine de maïs.
- Dema Hovla (Дема Хьовла) - Halva à base de farine de blé.
- Garzni Hovla (Гарзни Хьовла) - Halva à base de farine de blé et miel sous forme de nouilles.
- Gvaymakkhsh (Гваймакхш) - Sorte de crêpes au miel.

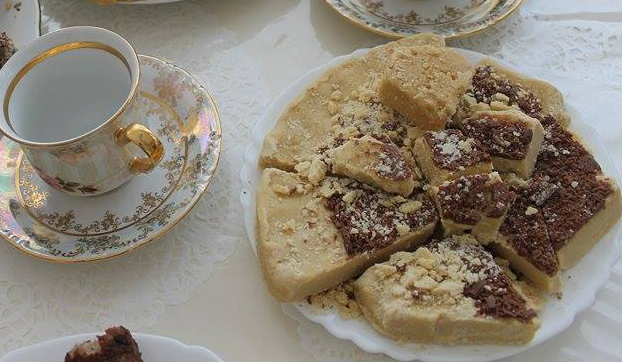
Dema Holva

- Merz-Poulou (Мерз-Пулу) - Riz pilaf sucré.